# Horn
Horn es una banda musical de un solo miembro (one-man-band) ambient black metal fundada en Paderborn (Alemania), en el año 2002. Desde sus inicios ha contado con la presencia de un solo integrante que se hace llamar Nerrath. Las letras de esta banda están dedicadas exclusivamente a la majestad de la naturaleza.

## Integrantes
- Nerrath (voz, guitarra, batería y arreglos).

## Discografía
- Wanderszeit (demo, 2004)
- Der Forst Im Frühjahr (2005)
- Jahreszeiten (2005)
- Die Kraft der Szenarien (2006)
- Naturkraft (2008)
- Distanz (2010)